# Baby (canção de Justin Bieber)
"Baby" é um single do cantor canadense Justin Bieber, que faz parte do álbum My World 2.0. A canção foi lançada como primeiro single do álbum, em janeiro de 2010, tendo sido, em geral, bem recebida pela crítica e chegado à primeira posição na França e na Escócia. A canção foi escrita pelo canadense, assim como por Christopher "Tricky" Stewart, Terius "The-Dream" Nash, Christina Milian e Ludacris. O single foi disponibilizado para download digital em 18 de janeiro de 2010. "Baby" vendeu mais de 6,4 milhões downloads e esteve entre os dez mais vendidos de 2010, de acordo com o ranking da IFPI. A canção recebeu opiniões positivas dos críticos musicais, que comentaram sobre a letra eficiente e o refrão, e elogiaram a participação de Ludacris. "Baby" tornou-se a canção mais bem-sucedida de Justin alavancando sua carreira e a mais destacada da década de 2010 até então, alcançando o número 3 no Canadá e número 5 Estados Unidos, além de ter entrado no top 10 da Nova Zelândia, da Austrália, da Noruega, da Irlanda, do Reino Unido, da Hungria, da Eslováquia, do Japão, do Brasil e da Flandres. O videoclipe de "Baby" foi dirigido por Ray Kay. Ludacris disse que é como "uma versão de 2010 de 'The Way You Make Me Feel', de Michael Jackson". Em fevereiro de 2014 o videoclipe da canção ultrapassou o número de 1 bilhão de visualizações em seu canal oficial no VEVO, sendo Bieber o primeiro artista adolescente a alcançar tal marca.

## Antecedentes
"Baby" foi escrita por Justin juntamente com Christopher "Tricky" Stewart e Terius "The-Dream" Nash. Ambos já haviam trabalhado com Bieber em seu single de estreia, "One Time". Quando questionado sobre sua colaboração com Ludacris, Bieber disse:
| “ | Ludacris e eu vivemos em Atlanta. Eu o conheci há um ano atrás e nós dois achamos que uma colaboração seria perfeita para ele, e então eu o convidei. | ” |

Poucos dias antes do lançamento do single, Bieber postou uma versão acústica da canção em sua conta no YouTube com o seu guitarrista Dan Kanter, semelhante a maneira que ele fez com "Favorite Girl". A Billboard disse: "Bieber mostra a sua voz de um jeito que vemos características limpas e com convicção: "O meu primeiro amor partiu o meu coração pela primeira vez,/ E eu fiquei falando, 'baby, baby, baby, no!' Eu pensava que você seria minha para sempre."
Também em uma revisão, Bill Lamb do About.com falou sobre a versão acústica da canção: "Eu acho que os vocais usados nesta música, vão convencer algumas, ou até a maioria das pessoas, que Justin Bieber tem realmente algum talento vocal."

## Estilo e composição
A canção é bem otimista, com os vocais R&B de Bieber ao longo de um fundo que contém uma batida dançante, com o uso constante do teclado. A canção é composta por E♭ maior, com o alcance vocal de Bieber que vai desde a nota baixa G3 até à nota mais alta alcançada por Justin, C5.
Jody Rossen, da Rolling Stone, comparou com o estilo da canção e as letras do refrão ("O meu primeiro amor partiu o meu coração pela primeira vez/E eu fiquei falando/Baby, baby, baby, ooooh/Eu pensei que você seria minha para sempre") com baladas da década de 1950 como É como "Tears on My Pillow" (de Little Anthony and The Imperials) , "Why Do Fools Fall in Love" (de Frankie Lymon & The Teenagers) e "Earth Angel" (de The Penguins). Rossen afirmou que "as frases cantadas por Bieber explicam a angústia sobre um amor perdido e a promessa de recuperá-lo, apresentando versos como: "E eu quero jogar com calma/Mas eu estou perdendo você... /Eu estou em pedaços/Então venha corrigir-me" e que "o refrão apresenta a repetitiva frase  "baby, baby, baby, ohhhh (nooooo)". Após o segundo verso, Ludacris entra com um verso em rap, que fala sobre um amor adolescente que ele teve aos treze anos: "Quando eu tinha 13 anos / Eu tive meu primeiro amor / ela me deixava louco/Oh, eu estava nas estrelas/Ela me acordava diariamente/Não precisava de café".

## Crítica profissional
Bill Lamb, do About.com, classificou o single com quatro e meia estrelas, de cinco. Lamb disse que a música passou a ser uma das melhores para a voz doce de Justin e que ela deve, em última análise refletir esse fato. Bill deu crédito para a produção de  Tricky Stewart e The-Dream, que com Christina Milian, ficaram conectados em um som confiante e maduro, que não vai muito além de "One Time". Lamb chegou a dizer que, como quando Michael Jackson tinha sua mesma idade, as letras de Justin são perfeitamente voltadas para o amor jovem e que o rap em um hit pop demonstrado por Ludacris poderia até ser "charmoso e seguro" para as crianças jovens ouvirem. Bill também elogiou o refrão da canção, que, de acordo com Lamb, "vibra facilmente em sua mente", seguido pelo rap cheio de charme de Ludacris. Analisando o potencial da música, Lamb observou que ela pode ser o hit número um de Justin, dizendo também:
| “ | "Baby" é uma influência para o pop adolescente e faz os pais entenderem porque Justin Bieber é um modelo de destaque para os seus filhos. | ” |

Nick Levine, do Digital Spy, sentiu que a canção não tinha "nada de mais se comparado com os hits anteriores", mas que a produção de Tricky e The-Dream ajudou a dar um simples refrão sobre o amor jovem.
Melanie Bertoldi, da Billboard, disse: "O ritmo da canção é inegavelmente contagioso e ajuda a manter a base de fãs de Justin satisfeitos com a participação de Ludacris, que acrescentou um ritmo mais "urbano"." Bertoldi passou a dizer: "Os versos adicionam uma maturidade ao repertório e Bieber deve se solidificar ainda mais com a sua crescente presença nas paradas. A revista Rap-Up disse que Ludacris algum "crédito de rua" à canção pop Jody Rosen, da Rolling Stone, apreciou a estética e os cantos de hip-hop da canção, e disse que ela incluía "uns versos inventados por Dream e Tricky Stewart, a dupla por detrás de "Umbrella" e "Single Ladies". Luke O'neil, do Boston Globe,teve pensamentos contraditórios sobre Ludacris, dizendo: "Apesar dos efeitos de anacronismo serem mais atrativos, neste caso acelerou demais a junção dos dois estilos de uma só vez.

## Performances ao vivo
Justin estreou uma versão acústica da canção em 29 de dezembro de 2009, no MuchMusic. Ele a cantou no VH1 e no Super Bowl Fam Jam, juntamente com outros artistas, como Rihanna, JoJo e Timbaland e também no The Early Show, como parte da programação do Super Bowl. A versão de "Baby" foi apresentada ao vivo com Ludacris pela primeira vez no "SOS: Saving Ourselves – Help for Haiti Telethon", em 6 de fevereiro de 2010, tendo sida emitida pelo VH1 e pela MTV. Durante o refrão, ele alterou a letra da canção para "Baby, baby, Haiti", para mostrar apoio à causa e o motivo que fez todos se reunirem para o show. Na semana de lançamento do álbum, ele a cantou nos programas The View e 106 & Park. Bieber também a performou no Kids' Choice Awards, em 27 de março de 2010. Ele também a cantou juntamente com "U Smile" quando fez uma participação no Saturday Night Live. Bieber executou uma versão acústica da canção junto com Drake no Juno Awards 2010. Em abril de 2010, Justin observou que, devido à sua mudança de voz, ele não conseguia mais alcançar de maneira certa todas as notas da canção, sendo que nas performances ao vivo, a tonalidade ficava menor. Bieber a cantou ao vivo no programa de TV Sunrise, em 26 de abril de 2010, na Austrália. A performance foi feita dentro do estúdio após sua apresentação pública ser cancelada. Ele também a executou em 11 de maio de 2010 durante o The Oprah Winfrey Show. Ele também a realizou em 4 de junho de 2010 no Today Show, juntamente com "Never Say Never", "Somebody to Love" e "One Time". Ele fez uma performance da canção junto com "Somebody to Love" no MuchMusic Video Awards de 2010.

## Vídeo musical

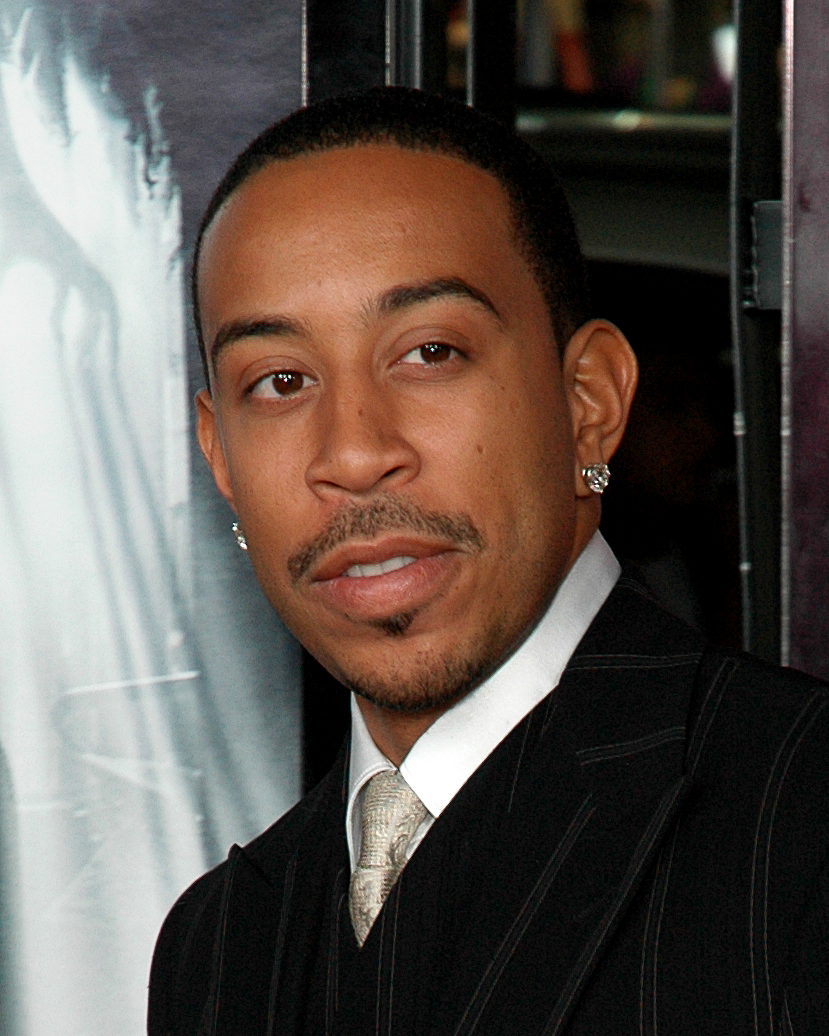
O artista Ludacris, que possui participações vocais na canção, participa do videoclipe.

As filmagens do videoclipe começaram em 25 de janeiro de 2010, em Los Angeles. O vídeo foi filmado na Universal CityWalk pelo diretor Ray Kay, que já havia dirigido vídeos para Beyoncé, Lady Gaga, Alexandra Burke e Cheryl Cole. Ludacris disse que o vídeo é como uma versão moderna de "The Way You Make Me Feel", de Michael Jackson. Justin disse que o vídeo iria "captar uma mensagem que trará uma garota". Ao explicar o conceito do vídeo, Bieber disse: "O vídeo começa comigo gostando de uma garota, basicamente nós não podíamos ficar juntos, mas eu começo a persegui-la, ela é o tipo difícil, mas eu sou persistente e continuo atrás." O vídeo teve sua estreia exclusiva no Vevo em 19 de fevereiro de 2010. A cantora e atriz Jasmine Villegas é quem retrata o interesse amoroso de Justin no vídeo. Os amigos de Bieber, Drake e Lil Twist, também aparecem no vídeo, juntamente com Tinashe Kachingwe.
O vídeo se passa em uma pista de boliche. Depois de seu lançamento, a MTV News comentou sobre o vídeo e aludiu a "The Way You Make Me Feel", dizendo: "A coreografia usada em alguns momentos no vídeo são sugestivos dos movimentos de Jackson." e que "a maior parte do vídeo se passa na pista de boliche, [mas] também existem cenas de Bieber em outros locais, como junto de Ludacris, fazendo o moonwalk, ou brincando com o seu cabelo para a câmera. Independente de sua frustração, ele finalmente ganha o seu espaço e o vídeo termina com Justin e Jasmine saindo de mãos dadas."
A Billboard analisou o vídeo, dizendo: "Aqueles passos de uma nova dança que são mostrados só podem estar querendo dizer uma coisa: todo mundo, os corações adolescentes estão derretendo neste momento." Em 16 de julho de 2010, o videoclipe entrou para o Guinness Book, com o título de vídeo mais visto da internet de todos os tempos, tendo mais de oitocentos milhões de acessos só no YouTube. Em 25 de novembro de 2012, perdeu o título para o vídeo Gangnam Style, do rapper sul-coreano PSY .

## Desempenho nas paradas musicais
Nos Estados Unidos, o single estreou no número 5 no Billboard Hot 100, se tornando a posição mais alta já alcançada por Bieber até "Boyfriend", em 2012. A canção também teve a maior posição alcançada por Ludacris desde seu single "Runaway Love", de 2007. "Baby" foi, então, batido pela maior estreia da semana, "Today Was a Fairytale", de Taylor Swift, que estreou em segundo lugar. A estreia das duas canções marcou apenas a 3ª vez na história do Hot 100 que duas estreias ocorreram simultaneamente no top 5 daquela que a principal parada de faixas americana. A última vez que tal havia acontecido fora com Ruben Studdard e Clay Aiken, que estrearam em número um e dois. Durante sua primeira semana nas rádios dos EUA, "Baby" foi tocada mais de mil e quatrocentas vezes. "Baby" estreou na posição de número trinta e três no Pop Songs em 13 de fevereiro de 2010, sendo a segunda maior estreia da semana. A primeira foi "Blah Blah Blah", de Kesha. No entanto, na semana seguinte, a canção desempenhou o maior salto da semana, avançando para a posição 15 na tabela, atingindo o seu melhor lugar ao chegar ao nº 16. Em 2 de agosto de 2010, o single foi certificado platina dupla pela Recording Industry Association of America, pela venda de mais de duas milhões de unidades. Em agosto de 2012, a canção tinha vendido 3.685.000 cópias apenas nos Estados Unidos.
"Baby" entrou para a Canadian Hot 100 na posição de número três, a maior posição já alcançada por Justin nessa parada até "Boyfriend", que a liderou em 2012. Em 8 de fevereiro de 2010, a canção estreou no nº 37 na Austrália. Após doze semanas nas paradas, o single atingiu o seu pico em terras australianas ao chegar ao nº 3. "Baby" alcançou o estatuto de disco de platina pela Australian Recording Industry Association por mais de setenta mil downloads pagos. Na Nova Zelândia, a canção estreou no nº 17. Depois de semanas na parada, "Baby" atingiu à sua posição máxima na principal parada de singles neozelandesa ao atingir a 4ª posição. A canção caiu para a posição número 5 e, depois de algumas semanas, atingiu o número 4 novamente. Desde então se tornou platina pela Recording Industry Association of New Zealand. "Baby" atingiu o seu pico no UK Singles Chart ao chegar ao número em 14 de março de 2010. Na semana seguinte, caiu para o número 4, mas subiu novamente para a sua posição anterior em 28 de março de 2010. Em seu processo de subir nas paradas, "Baby" ganhou um novo pico no número dois do UK R&B Chart.

## Faixas e formatos
O single foi lançado digitalmente em duas versões: uma contém apenas a canção e a outra possui um remix feito por Chipmunk.
| Baby (Download digital dos Estados Unidos) |                         |         |  |
| N.º                                        | Título                  | Duração |  |
| 1.                                         | "Baby (feat. Ludacris)" | 3:34    |  |

| Baby (Versão para o Reino Unido) |                                          |         |  |
| N.º                              | Título                                   | Duração |  |
| 1.                               | "Baby (Chipmunk Remix) (feat. Chipmunk)" | 3:41    |  |

| Baby (Versão para a Austrália) |                         |         |  |
| N.º                            | Título                  | Duração |  |
| 1.                             | "Baby (feat. Ludacris)" | 3:36    |  |
| 2.                             | "Baby (Music Video)"    | 3:39    |  |

## Créditos de produção
- Compositores - Justin Bieber, Ludacris, The-Dream, Tricky Stewart, Christina Milian.
- Produção - The-Dream, Tricky Stewart.
- Produção vocal -  Kuk Harrell, Kevin Porter, Travis Harrington, Monte Neuble, Joshua Monroy.
- Mixagem - Jaycen Joshua, Giancarlo Lino
- Engenharia acústica -  Brian Thomas, Andrew Wuepper, Kelly Sheehan, Luis Navarro, Pat Thrall Source.

## Paradas musicais
| País/Parada (2010)                     | Melhor posição |
| -------------------------------------- | -------------- |
| Austrália - ARIA Charts                | 3              |
| Áustria - Ö3 Austria Top 75            | 27             |
| Bélgica - Ultratop (Flanders)          | 12             |
| Bélgica - Ultratop (Valônia)           | 13             |
| Brasil - Crowley Broadcast Analysis    | 4              |
| Brasil - Billboard Brasil              | 2              |
| Canadá - Canadian Hot 100              | 3              |
| República Checa - IFPI Česká Republika | 20             |
| Dinamarca - Tracklisten                | 13             |
| Europa - European Hot 100 Singles      | 2              |
| França - SNEP                          | 1              |
| Alemanha - Media Control Charts        | 22             |
| Hungria - Mahasz                       | 9              |
| Irlanda - Irish Singles Chart          | 7              |
| Japão - Japan Hot 100                  | 2              |
| Países Baixos - Dutch Top 40           | 23             |
| Nova Zelândia - RIANZ                  | 4              |
| Noruega - VG-lista                     | 3              |
| Eslováquia - IFPI Slovenská Republika  | 10             |
| Espanha - PROMUSICAE                   | 34             |
| Suécia - Sverigetopplistan             | 25             |
| Suíça - Media Control AG               | 25             |
| Reino Unido - UK Singles Chart         | 3              |
| Reino Unido - UK R&B Chart             | 2              |
| Estados Unidos - Billboard Hot 100     | 5              |
| Estados Unidos - R&B/Hip-Hop Songs     | 96             |
| Estados Unidos - Pop Songs             | 26             |

| Austrália | ARIA  | Platina      | 70.000+    |
| Bélgica | BEA   | Ouro         | 40.000+    |
| Japão | RIAJ  | Ouro         | 100.000+   |
| Nova Zelândia | RIANZ | Platina      | 15.000+    |
| Estados Unidos | RIAA  | 12× Platina† | 3.900.000+ |
| Reino Unido | BPI   | Prata        | 400.000+   |
| † Desde maio de 2013, o padrão de certificação da RIAA foi alterado e passou a aceitar o uso de streams e áudio On-Demand em sua contagem. |       |              |            |

| País/Parada (2010)                 | Posição |
| ---------------------------------- | ------- |
| Estados Unidos - Billboard Hot 100 | 44      |
| Canadá - Canadian Hot 100          | 61      |

## Histórico de lançamento
| País           | Data                    | Formato          |
| -------------- | ----------------------- | ---------------- |
| Estados Unidos | 18 de Janeiro de 2010   | Download digital |
| Estados Unidos | 26 de Janeiro de 2010   | Mainstream       |
| Austrália      | 29 de Janeiro de 2010   | Download digital |
| Alemanha       | 22 de Fevereiro de 2010 | Download digital |
| Alemanha       | 5 de Março de 2010      | CD single        |
| França         | 22 de Fevereiro de 2010 | CD single        |
| Reino Unido    | 7 de Março de 2010      | Download digital |

## Recordes
- O 29º vídeo mais visto de sempre do Youtube, com mais de 2 biliões visualizações, à data de dezembro de 2018. Foi o vídeo mais visto do site entre 16 de julho de 2010 e 12 de novembro de 2012 (862 dias), tendo sido, à data de dezembro de 2018, o segundo vídeo que mais tempo permaneceu como mais visto do YouTube (logo após os 1689 dias em que "Gangnam Style", de PSY, deteve o título de vídeo com mais visualizações no YouTube)
- Durante oito anos foi vídeo mais odiado do Youtube e de toda a Internet, exceto apenas durante um período de três meses, entre março e junho de 2011, em que o videoclipe de "Friday", de Rebecca Black, ultrapassou "Baby" como o vídeo disponível na Internet com mais dislikes (o vídeo de "Friday" acabou por ser apagado em junho desse ano, tendo sido carregado novamente mais tarde). O videoclipe contava à data de dezembro de 2018 10.04 milhões de dislikes no YouTube, ou seja, a percentagem de dislikes em relação aos likes nessa data era de 48,82%. Em 13 de dezembro de 2018, esse título passou a ser detido pelo vídeo "YouTube Rewind 2018: Everyone Controls Rewind", do próprio YouTube,[77] apenas oito dias depois do upload do vídeo.[78] "Baby" passou, assim, para o segundo lugar de video com mais dislikes daquele site.